# Cantone di Saint-Didier-en-Velay
Il Cantone di Saint-Didier-en-Velay era una divisione amministrativa dell'Arrondissement di Yssingeaux.
A seguito della riforma approvata con decreto del 17 febbraio 2014, che ha avuto attuazione dopo le elezioni dipartimentali del 2015, è stato soppresso.

## Composizione
Comprendeva 7 comuni:
- Pont-Salomon
- Saint-Didier-en-Velay
- Saint-Ferréol-d'Auroure
- Saint-Just-Malmont
- Saint-Romain-Lachalm
- Saint-Victor-Malescours
- La Séauve-sur-Semène